# Penelopides exarhatus
Penelopides exarhatus là một loài chim trong họ Bucerotidae.